# Anacleto Canabal 4.ª Sección
Anacleto Canabal 4.ª Sección es una localidad del municipio de Centro ubicado en la subregión centro del estado mexicano de Tabasco.

## Geografía
La localidad de Anacleto Canabal 4.ª Sección se sitúa en las coordenadas geográficas 17°59′00″N 93°00′26″O / 17.983333, -93.007222, a una elevación de 7 metros sobre el nivel del mar.

## Demografía
Según el Conteo de Población y Vivienda 2020, efectuado por el Instituto Nacional de Estadística y Geografía, la localidad de Anacleto Canabal 4.ª Sección tiene 659 habitantes, de los cuales 328 son del sexo masculino y 331 del sexo femenino. Su tasa de fecundidad es de 2.33 hijos por mujer y tiene 194 viviendas particulares habitadas.
| Gráfica de evolución demográfica de Anacleto Canabal 4.ª Sección entre 1970 y 2020 |
|                                                                                    |
| INEGI.                                                                             |